# Элита убийц
«Элита убийц» (англ. The Killer Elite) — триллер-боевик Сэма Пекинпы. Премьера состоялась 19 декабря 1975 года.

## Сюжет
История о двух агентах «Элиты убийц», секретной организации наёмников, работающей на Com-Teg: Communications Integrity Associates (сокращённо CIA).
Джордж Хэнсен, подкупленный неизвестной враждебной группой, убивает человека, которого он должен был защищать, а также ранит своего напарника Майка Локена в колено и локоть как часть сделки.
Став калекой на всю жизнь и уже предвидя конец своей карьеры, Локен проходит долгую реабилитацию и получает новое задание от связного (Кэп Коллис) из Com-Teg. Цель задания — защита клиента крупного азиатского политика (Ён Чун). Эта миссия также даёт ему возможность отомстить Хэнсену, являющемуся членом команды, которая должна убить клиента.
Локен, к тому моменту выучившийся боевому искусству владения тростью, нанимает пару своих товарищей (Миллер и Мак). Впоследствии оказывается, что миссия была подготовленной ловушкой, включающей в себя внутреннюю борьбу за власть между директорами Com-Teg, Коллисом и его начальником Уэйборном. Оказывается, Коллис ведет двойную игру - именно он нанял Хэнсена для убийства Ён Чуна. Его целью является получить два гонорара - за охрану 
Ён Чуна от своей фирмы и за его же ликвидацию - от азиатской террористической организации.
Хэнсен берёт на мушку 18-летнюю дочь Ён Чуна, но сам погибает от руки Миллера. Локен раскрывает игру Коллиса. Тот предлагает крупную сумму, чтобы Локен не мешал ликвидации Ён Чуна. Коллис цинично шутит: "Азиатские политики стоят дорого". Но Локен прекрасно понимает, что его и товарищей могут убрать, как ненужных свидетелей.
В финальной сцене происходит битва между враждебной азиатской группировкой с одной стороны и Локэном с товарищами с другой на борту заброшенного корабля в порту. Убито полтора десятка азиатских наёмников, но в схватке застрелен Миллер. Локен ранит Коллиса и забирает у него конверт с крупной суммой. На катере Коллиса он и Мак уплывают из Штатов, чтобы отдохнуть где-то на тропических островах.

## В ролях
| Актёр               | Роль          |
| ------------------- | ------------- |
| Джеймс Каан         | Майкл Локен   |
| Роберт Дюваль       | Джордж Хэнсен |
| Артур Хилл          | Кэп Коллис    |
| Гиг Янг             | Уэйборн       |
| Мако Ивамацу        | Ён Чун        |
| Берт Янг            | Мак           |
| Бо Хопкинс          | Джером Миллер |
| Сокэ Кубота Такаюки | Нэгато Току   |